# Mosin-Nagant
O Mosin-Nagant (Russo: винтовка Мосина), chamado formalmente pelos russos de "Fuzil russo Mosin de 3 linhas (7,62 mm), modelo 1891", caracterizado como um fuzil militar por ação de ferrolho, de cinco tiros, que foi utilizado pelas forças armadas (exército e marinha)  da Rússia Imperial e mais tarde pela União Soviética (exército vermelho), além de várias outras nações da "Cortina de Ferro". 

## Visão geral

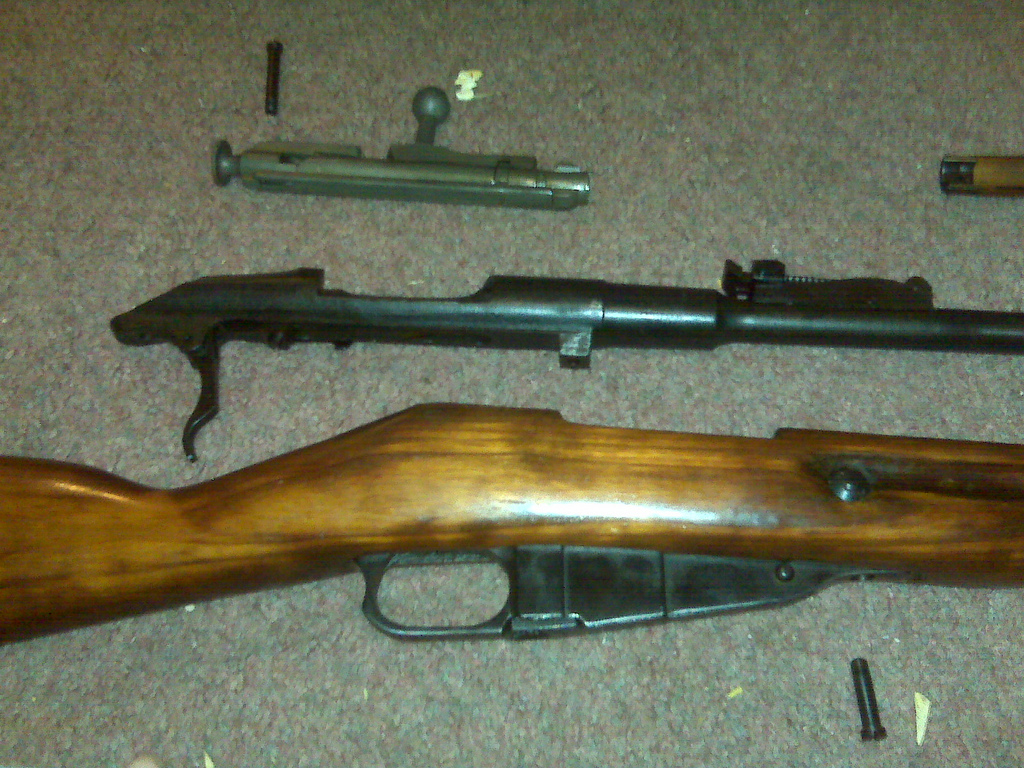
Mosin-Nagant desmontado.

O fuzil Mosin-Nagant,  também conhecido como "Fuzil de Três linhas" (Трёхлинейная винтовка), sendo que essa "linha" tinha a ver com o calibre pois cada "liniya" (medida obsoleta de comprimento), equivalia a um décimo de polegada ou 2,54 mm; portanto, 3 liniya igual a 7,62 mm ou .30". foi o primeiro fuzil a utilizar o calibre .30 de 7,62×54mmR.
O Mosin-Nagant, serviu de várias formas desde 1891 até aos anos 1960, quando foi finalmente substituído na sua função final como fuzil de atirador furtivo pelo fuzil SVD (Снайперская винтовка Драгунова - Snayperskaya Vintovka Dragunova).

## História
Devido a experiências durante a Guerra Russo-Turca (1877-78), nas quais tropas russas armadas com os fuzis de tiro único Berdan, Karle, e Krnka, sofreram pesadas baixas ao atacaram tropas turcas armadas com fuzis Winchester, a Administração de Artilharia Principal Russa ficou com a tarefa de produzir uma arma alimentada por "clip" (ou "pente") e capaz de disparar vários tiros em 1882. Após falhar ao modificar adequadamente o Berdan para conseguir atingir os requerimentos , uma "Comissão Especial para o teste de fuzis de clip" foi formada para testar vários novos conceitos (usados também nos fuzis da Mauser, no Lee–Metford, e no Lebel).

Um jovem capitão chamado Sergei Ivanovich Mosin submeteu seu rifle de calibre de "três linhas" (uma medida Russa arcaica, 3 "liniya" é igual a 7,62 mm) em 1889 juntamente com o design de linha-3,5 do belga Léon Nagant. Quando os testes foram concluídos em 1891 todas as unidades que testaram os fuzis indicaram uma preferência pelo design de Léon Nagant da Fabrique d'armes Émile et Léon Nagant e a comissão votou 14 a 10 aprovando assim a nova arma. Contudo certos indivíduos mais influentes puxaram para o design doméstico resultando num acordo: O Fuzil de Mosin seria utilizado com o mecanismo de alimentação de Nagant, surgindo daí o "Mosin-Nagant".